# Kosovo Diplomatic Observer Mission
Die Kosovo Diplomatic Observer Mission (KDOM; deutsch: Diplomatische Beobachtermission für das Kosovo) war eine Gruppe internationaler Beobachter, die im Kosovo-Konflikt ab Sommer 1998 die Lage im Kosovo überwachte, der als „Autonome Provinz“ zur jugoslawischen Republik Serbien gehörte.

## Vorgeschichte
Im Jahr 1998 war es zu einer Eskalation der Auseinandersetzungen zwischen jugoslawischen Sicherheitskräften und der albanischen Rebellenorganisation UÇK („Befreiungsarmee des Kosovo“) gekommen, welche am 4. Januar 1998 verkündet hatte, dass sie die bewaffnete Kraft der Albaner sei, die bis zur Vereinigung des Kosovo mit Albanien kämpfen werde.
Die sogenannte Internationale Gemeinschaft und die 1994 gebildete und Russland einschließende Balkan-Kontaktgruppe reagierten gespalten. Die USA und Großbritannien sprachen sich für ein schärferes Vorgehen gegen die jugoslawische Regierung aus und versuchten, rein westliche Institutionen wie die EU und die NATO dafür zu instrumentalisieren. Im Frühjahr 1998 diskutierte die NATO ein militärisches Eingreifen, für das jedoch die Regierungen Frankreichs und Italiens noch im Mai 1998 ein entsprechendes UN-Mandat für notwendig erklärten. Dennoch kündigte die NATO am 28. Mai ein gemeinsames Truppenmanöver mit albanischen Truppen in Albanien und Mazedonien an, das am 15. Juni ausgeführt wurde.
Boris Jelzin und Slobodan Milošević vereinbarten darauf bei einem Treffen am 16. Juni 1998 in Form eines inoffiziellen Gentlemen’s Agreements, dem sogenannten Jelzin-Milošević-Abkommen, die Einrichtung einer „Diplomatischen Beobachtermission für das Kosovo“. Für dieses Zugeständnis der jugoslawischen Seite sicherte Boris Jelzin der jugoslawischen Führung im Gegenzug zu, dass Russland einen NATO-Militäreinsatz im UN-Sicherheitsrat blockieren werde.

## Ablauf
Am 6. Juli 1998 begann der Aufbau der KDOM im Kosovo und damit die erstmalige Überwachung der Lage im Kosovo durch internationale Beobachter.
Nachdem der UN-Sicherheitsrat am 24. Oktober 1998 mit der Resolution 1203 die Voraussetzung für die Umsetzung der am 5. und 16. Oktober ausgehandelten OSCE Kosovo Verification Mission (OSZE-KVM) geschaffen hatte, beschloss der Ständige Rat der OSZE am 25. Oktober 1998 die Errichtung einer Kosovo-Mission. Da ein sofortiges Erscheinen der OSZE-Verifikateure vor Ort unter den gegebenen Umständen als nicht möglich eingeschätzt wurde, und um dennoch eine begrenzte Überwachung zu ermöglichen, wurde mit der Bundesrepublik Jugoslawien vereinbart, dass die KDOM-Beobachter kurzfristig verstärkt werden, dass sie bis zum vollständigen Aufbau der OSZE-Mission die wesentlichen Funktionen wie Beobachtungstätigkeit für die OSZE durchführen werden und dass sie später in der OSZE-Mission aufgehen werden. So sollte zumindest für eine Übergangszeit eine begrenzte internationale Präsenz vor Ort gewährleistet werden. Tatsächlich blieb die KDOM-Struktur jedoch bis kurz vor Beginn des NATO-Angriffs auf Jugoslawien bestehen. Mit der OSZE-KVM sollte die internationale Präsenz vor Ort dann nicht mehr wie mit der KDOM auf eine passive Rolle beschränkt sein. Holbrooke hatte als Bezeichnung der internationalen KVM-Kontrolleure bei Milošević, der die Bezeichnung „Monitor“ oder  „Observer“ (dt.: „Beobachter“) verwenden wollte, den Begriff „Verifier“ (dt.: „Verifikateur“) durchgesetzt. Dies sollte die aktive Rolle dieser KVM-Überprüfer betonen, die auch bewerten mussten, ob Verpflichtungen eingehalten wurden.
Die Evakuierung der EU-KDOM-Monitore (Beobachter) aus dem Kosovo fand kurz vor Beginn der NATO-Luftangriffe am 19. März 1999 statt. Die Evakuierung der EU-KDOM erfolgte, wie bereits zuvor am 13. Oktober 1998, nach Mazedonien, wo sich seit 1993 eine Niederlassung der EUMM befand, und wurde intern als politisches Signal für die serbisch-jugoslawische Seite begründet. Die OSZE-KVM-Beobachter waren bereits in Mazedonien.

## Aufbau und Umfang
Die KDOM operierte unter der Führung der Botschafter der Staaten der sogenannten Balkan-Kontaktgruppe (Deutschland, Frankreich, Italien, Russland, Großbritannien und USA) sowie des Vertreters der EU-Präsidentschaft (zunächst der österreichische Botschafter in Belgrad) und des Vertreters der OSZE-Präsidentschaft (der Botschafter Polens).
Die EU, die USA und Russland bildeten die drei Komponenten der KDOM. Die EU stützte sich dabei auf die bereits seit 1991 im ehemaligen Jugoslawien bestehende Struktur der EUMM. Der Vereinbarung nach sollten sie dabei jedoch nicht als EUMM-Beobachter auftreten und keine weiße Kleidung tragen, wie es die EUMM-Beobachter in den ehemals jugoslawischen Gebieten taten.
Die vier EU-KDOM-Teams in Kosovska Mitrovica, Prizren, Orahovac und in Peć besaßen vorgesetzte Dienststellen, die auf drei hierarchischen Ebenen organisiert waren. Über dem den vier Teams direkt übergeordneten Regionalbüro (RO = Regional Office) in Priština (Leitung ab. 1. Januar 1999: Oberstleutnant Dietmar Hartwig) stand das MO (Mission Office) in Belgrad und an der Spitze das Hauptquartier (HQ = Head Quarter) in Sarajevo, in dem bis zum Ende der 1990er Jahre ein halbjährlicher Führungswechsel stattfand. Dieser richtete sich nach der Präsidentschaft der EU. Das Land, das die Präsidentschaft innehatte, stellte auch den Leiter der KDOM, den sogenannten HOM (Head Of Mission). Dabei handelte es sich stets um einen Diplomaten des jeweiligen Landes mit dem Rang eines Botschafters.
Das den vier Außenteams übergeordnete Regionalbüro der EU-KDOM in Priština fungierte auch selbst als Außenteam und war für die Lageberichterstattung über die politischen, wirtschaftlichen und religiösen Aspekte in der gesamten Region Kosovo zuständig. Jedes Außenteam hatte nach Möglichkeit tägliche Lageberichte an das Regionalbüro zu erstellen, das zusammen mit seinen eigenen Informationen eine Auswertung dieser Berichte erstellte und dem Hauptquartier in Sarajevo tägliche und wöchentliche Berichte übermittelte. Dabei hatte es den Auftrag, nach politischen, ökonomischen und religiösen Gesichtspunkten zu beobachten und zu berichten. Zusätzlich wurden bei besonderen Anlässen Sonderberichte nach Sarajevo gesendet.
Als Fahrzeuge standen der EU-KDOM in heller Farbe lackierte und gegen Gewehrmunition gepanzerte Landrover Defender zur Verfügung. Die Fahrzeugen waren durch internationale Logos, durch die Aufschrift „Beobachter“ in Serbisch („Посматрач“) und Albanisch („Vezhgues“) und durch Diplomatenkennzeichen gekennzeichnet, also z. B. neben dem „BG“ des Belgrader Kfz-Kennzeichen mit dem CD-Zusatzschild als Diplomatenkennzeichen. Da auch die serbische Polizei helle gepanzerte Landrover verwendete und angeblich auch die UÇK weiße Geländewagen besaß, wurden im Winter 1998, als Einsätze in Dunkelheit aufgrund der kurzen Tageslichtperiode nicht auszuschließen waren, blaue, von innen beleuchtbare Kuppeln auf die Wagendächer montiert. Sie sollten eine Verwechslung und einen versehentlichen Beschuss der Fahrzeuge verhindern. Zur elektronischen Ausrüstung der EU-KDOM-Teams gehörten Satellitentelefone, Computer und Generatoren. Im serbischen Außenministerium in Belgrad ausgestellte, serbische Personalausweise akkreditierten die Beobachter als Diplomaten.
In Deutschland wurden die Monitore der EUMM anfänglich von dem Auswärtigen Amt gestellt. Da es sich bei Diplomaten jedoch um gesuchte Spezialisten handelt, verpflichtete das Auswärtige Amt später pensionierte Stabsoffiziere. Das durchschnittliche Alter der deutschen Monitore lag weit über dem der anderen Nationen. Auch Unteroffiziere wurden angestellt, wenn auch, wie im Querschnitt der anderen Nationen auch, in weit geringerer Anzahl. Im deutschen Kontingent handelte es sich auch bei den Unteroffizieren um Pensionäre. Die Monitore der EUMM (und der KDOM) waren unbewaffnet und besaßen als Attachés ihrer Botschaften in Jugoslawien, im Gegensatz zu den sie begleitenden Dolmetschern, den Rang von Diplomaten, genossen also diplomatische Immunität. Anders als in ihrer Verwendung als EUMM-Beobachter besaßen sie jedoch nicht den Status und Schutz einer Internationalen Organisation.
Die Anzahl der EU-KDOM Monitore betrug Anfang 1999 etwa 40 und zum Zeitpunkt der Evakuation am 19. März 1999 etwa 18 Personen. Nach Selbsteinschätzung des Leiters des EU-KDOM-Regionalbüros, Dietmar Hartwig, bestand der Vorteil der KDOM gegenüber der weitaus personalstärkeren OSZE-KVM darin, dass sie weit länger im Kosovo tätig war und Kontakte zu beiden Konfliktparteien aufgebaut hatten.

## Absicht und Wirkung
Die Aufgabe der Mission bestand in der durchgehenden Beobachtung und Dokumentation der Ereignisse in der Provinz Kosovo. Die zivilen und unbewaffneten Beobachter unternahmen Reisen in die Region und erstellten Berichte über die Sicherheitslage, die Situation der Zivilbevölkerung, die Lage der „displaced persons“, Vertriebenen und Weiteres.
In einer Anweisung der Deutschen Delegation wurden die Aufgaben der Monitore der KDOM zusammengefasst als:
- Beobachtung und neutrale Berichterstattung der politischen, wirtschaftlichen, humanitären und sicherheitsrelevanten Entwicklungen
- Vermittlung und Streitschlichtung auf allen, besonders auf lokalen Ebenen
- Unterstützung vertrauensbildender Maßnahmen vor Ort
- Unterstützung der Friedensbemühungen der Internationalen Gemeinschaft.

Die Berichte der KDOM wurden von den Botschaftern der Kontaktgruppestaaten in Belgrad redigiert und boten so ein umfassendes und gemeinsam erarbeitetes Bild der Lage.
Trotz der Kürze ihrer Existenz beeinflusste die KDOM die weitere Entwicklung des internationalen Engagements, das zu einer Militärintervention führte, entscheidend und legte mit ihren Lageberichten die Grundlage für das rasche Zustandekommen der UN-Sicherheitsrat-Beschlüsse von September und Oktober 1998: Resolution 1199 vom 23. September wies darauf hin, dass durch die übermäßige Anwendung von Gewalt durch die serbischen Sicherheitskräfte über 230.000 Menschen ihre Häuser verlassen hatten („displacement“). Am 5. Oktober 1998 wurde eine verstärkte Beobachtermission von 2.000 OSZE-Beobachtern ausgehandelt. Am 13. Oktober wurde das Holbrooke-Milošević-Abkommen geschlossen, in dem Jugoslawien der UN-Resolution 1199, der Verifikationsmission der OSZE und einer Luftüberwachung durch die NATO zustimmte, worauf es schnell zu entsprechenden Einzelabkommen kam, so am 15. Oktober zwischen der NATO und der Jugoslawien über das Luftbeobachtungssystem (NATO Kosovo Verification Mission) und am 16. Oktober zwischen der OSZE und Jugoslawien über die OSCE Kosovo Verification Mission (OSZE-KVM), in die auch die bisherige KDOM zu überführen sein sollte. Am 24. Oktober bestätigte die Resolution 1203 des UN-Sicherheitsrates die Abkommen vom 13. und 15. Oktober.
Für die Zugeständnisse der jugoslawischen Regierung zu einer Ausweitung der internationalen Beobachtung durch die OSZE und aktiven Beteiligung der NATO bei der Luftraumüberwachung sollte der Westen im Gegenzug die UÇK von weiteren Gewaltaktionen abhalten.
Verhängnisvoll für die weitere Entwicklung wurde die Zusicherung sowohl des US-amerikanischen Sonderbeauftragten, Richard Holbrookes, als auch des US-KDOM-Leiters, Shaun Byrnes’, dass sie die UÇK kontrollieren und ihr Vorrücken verhindern würden, wenn das jugoslawische Militär bis auf Vorkriegsniveau abgezogen würde. Erst durch diese Zusicherung hatte
Slobodan Milošević dem Holbrooke-Milošević-Abkommen zugestimmt und militärische Kräfte zurückgezogen. Die UÇK nutzte jedoch, ungehindert vom Westen, in gezielter Provokation den Rückzug der jugoslawischen Einheiten zur Wiederbewaffnung und Besetzung der geräumten Gebiete. Die weitere Entwicklung führte schließlich zum nicht erklärten Krieg der NATO gegen die Bundesrepublik Jugoslawien ohne entsprechendes UN-Mandat.
Nach Wolfgang Petritsch, dem österreichischen Botschafter und EU-Beauftragten für den Kosovo und die Kosovo-Verhandlungen, führte die Anwesenheit und die „ausgewogene“ Berichterstattung der KDOM im Kosovo durch einen „jener seltenen Fälle, in denen bereits während eines Konflikts mit Berichten durch vor Ort tätige Vertreter der internationalen Gemeinschaft Menschenrechtsverletzungen objektiv aufgezeigt wurden“ zu einer Situation, die die „Reaktionen der Staatengemeinschaft“, insbesondere UN-Sicherheitsrat und die Balkan-Kontaktgruppe, beschleunigt habe und letztlich den Wandel internationaler Interventionsparadigmen gefördert habe:

„Dieser neue Ansatz bei der Bewältigung eines innerstaatlichen Konflikts bereitete den Boden für den wenig später folgenden Paradigmenwechsel in den internationalen Beziehungen. Historisch betrachtet ist der Kosovo-Konflikt einer der ersten Fälle, in denen die Souveränität eines Staates – das Kernelement der internationalen Ordnung seit dem Westfälischen Frieden 1648 – von der internationalen Staatengemeinschaft in Frage gestellt wurde. Die anhaltenden schwerwiegenden Menschenrechtsverletzungen, die durch jugoslawische Sicherheitskräfte gegenüber den Bürgern des eigenen Landes erfolgten, lösten ein grundlegendes Überdenken des traditionellen Konzepts der absoluten Staatssouveränität aus. Das bahnbrechende neue Konzept der Verantwortung zum Schutz (Responsibility to Protect), das schließlich wenige Jahre später auf dem Weltgipfel der UNO 2005 in New York als global geltendes Prinzip angenommen wurde, hatte ihre tatsächliche Erstanwendung bereits 1998/99 im Kosovo erfahren. [...] Die KDOM war jene Ad-hoc-Formation, die sozusagen das Troika-Modell eingeführt hat, nämlich die gleichberechtigte informelle Zusammenarbeit Brüssels, Moskaus und Washingtons. Dieses Format kam seither in den Friedensverhandlungen in Rambouillet und Paris im Jahr 1999 und in den jüngsten Versuchen einer Einigung zwischen Belgrad und Pristina zur Anwendung. Mit dem deutschen Spitzendiplomaten Wolfgang Ischinger als primus inter pares hat das europäisch-amerikanisch-russische Dreigestirn am 10. Dezember 2007 dem UNO-Generalsekretär Ban Ki-moon den bislang letzten – ergebnislosen – Kosovo-Bericht vorgelegt. Das Troika-Format wurde jedoch vom UNO-Sondergesandten Martti Ahtisaari in den Verhandlungen über den künftigen Status des Kosovo in den Jahren 2006 und 2007 nicht aufgegriffen. […]“